# Condylostylus pseudoparicoxa
Condylostylus pseudoparicoxa är en tvåvingeart som beskrevs av Grichanov 1999. Condylostylus pseudoparicoxa ingår i släktet Condylostylus och familjen styltflugor.
Artens utbredningsområde är Kenya. Inga underarter finns listade i Catalogue of Life.